# آنگلوس ولاچوپولوس
آنگلوس ولاچوپولوس (یونانی: Άγγελος Βλαχόπουλος؛ زادهٔ ۲۸ سپتامبر ۱۹۹۱) بازیکن واترپلو اهل یونان است.